# 托吡卡胺
托吡卡胺（商品名：Mydriacyl）是一种含氮有机化合物，化学式C17H20N2O2，是視力測試中促进瞳孔放大的药物。